# Calamus densiflorus
Calamus densiflorus är en enhjärtbladig växtart som beskrevs av Odoardo Beccari. Calamus densiflorus ingår i släktet Calamus och familjen Arecaceae. Inga underarter finns listade i Catalogue of Life.